# 크르바바 평원 전투
크르바바 평원 전투(헝가리어: Korbávmezei csata)는 크로아티아-헝가리 동군연합(크로아티아 왕국)과 오스만 제국군이 1493년 9월 9일 크로아티아에서 벌인 전투이다. 이 전투는 반 미르코 데렌친(Ban Mirko Derenčin)이 지휘하던 크로아티아 군대의 완패로 끝났다.

## 배경
보스니아 왕국이 1463년 함락되어 오스만 제국의 손에 들어간 이후, 크로아티아 왕국의 남부와 중앙부는 오스만 제국의 공격에 노출되었고, 방어는 소수의 군대로 자신의 비용을 들여 요새화시킨 국영을 지켜야 하는 크로아티아 귀족들 손에 맡겨지게 되었다. 오스만 제국군은 보스니아 왕국을 멸하고 나서 네레트바강(Neretva)으로 진군하여 헤르체고비나(Herzegovina; 라마(Rama)를 1482년 함락시켰다. 그들은 이를 통해 강력하게 요새화된 국경을 교묘하게 피해 크로아티아로 진군할 수 있는 길을 찾아냈다. 크로아티아 왕국을 점령함으로써, 오스만 제국 경기병대는 카린티아(Carinthia)와 카르니올라(Carniola)와 같은 도시를 공략하여 베네치아 공화국의 국경을 압박할 수 있었다.

## 준비
오스만 제국군의 공격을 막아내기 위해 1493년 여름 크로아티아 인들은 비세로이 에메리크 데렌친(Viceroy Emerik Derencin)의 지휘 하에 중부 크로아티아에 있는 크르바바 평원(현재의 우드비나(Udbina) 근처)에 그들의 병력을 집결시키려 하였고, 여기서 오스만 제국군의 허를 찌르기 위해 대기하고 있었다. 이러는 동안 오스만 제국군의 사령관 산드자크 베그 하둠 자쿱 파샤(Sandjak-beg Hadum Jakub Pasha)와 8,000명의 아킨치(Akıncı;투르크 경기병)는 스티리아(Styria)와 크로아티아령 자고레(Zagorje)에 대한 공략을 끝내고 물러나던 중이었다.
크르바바 평원에서 대기하던 비세로이 데렌친 휘하의 크로아티아의 봉건 영주들의 부대는 크로아티아 전 지역에서 집결한 2,000명의 중기병과 8,000명의 보병으로 이루어져 있었다. 크로아티아 인들은 그들의 힘을 과신하고 있었다.
1493년 9월 9일의 일출은 크로아티아 역사상 가장 처량한 사건의 시작을 알리고 있었다.

## 전투
크로아티아군은 오스만 제국군에게 돌격하였다. 중세적인 크로아티아 기사들에 비해 오스만 제국 경기병대가 유리한 평원으로 크로아티아군을 끌어들인 후에, 오스만 제국군은 전위, 측면, 후방으로 크로아티아 군을 포위하였다. 크로아티아군은 미르코 데렌친을 포함한 크로아티아 귀족들의 정수라 할 수 있는 무수한 많은 사람들을 잃을 정도의 완벽한 피해를 입었다.

## 영향
패배는 확실했다. 하루 만에 약 7,000명의 크로아티아군이 목숨을 잃었고, 이 중에는 많은 수의 크로아티아의 봉건 귀족들이 포함되어 있었다. 크르바바 평원의 패배는 모든 계급의 크로아티아인들을 충격에 빠트렸다. 그러나 이는 더욱더 강한 적의 공격에 대항한 크로아티아인들의 계속적인 저항의지를 꺾어놓지 못했다. 이 전투 이후에, 크로아티아 망명자들 일부는 오스트리아로 물러나고, 다른 이들은 이탈리아의 해안 지방으로 이주하였다.